# Nienke Vinke
Nienke Vinke (Amersfoort, 22 juni 2004) is een Nederlands wielrenster en veldrijdster die sinds 2023 voor het Nederlandse Team DSM-Firmenich PostNL rijdt.

## Carrière
Op twaalfjarige leeftijd begon Vinke met schaatsen, en als training deed ze daarvoor ook aan wielrennen. Toen het Nederlands jeugdkampioenschap plaatsvond in haar woonplaats Amersfoort, wilde ze daar ook aan meedoen en daarom is ze begonnen met wielerwedstrijden te rijden bij wielervereniging Eemland.
In 2022 werd ze Nederlands kampioen bij de junioren, in zowel de wegrit als bij het tijdrijden. Ook won ze dat jaar het eindklassement van de Spaanse wedstrijd Bizkaikoloreak. Op het wereldkampioenschap in Wollongong werd ze bij de junioren derde achter Zoe Bäckstedt.
In 2023 maakte ze de overstap naar de World Tour-ploeg van Team DSM-Firmenich. Dat jaar werd ze onder andere zevende in de Ronde van de Toekomst, waar ze ook tweede werd in het jongerenklassement. In 2024 werd ze tweede in het eindklassement van de Tour Down Under, waarbij ze ook het jongerenklassement won. Dit deed ze onder andere door tweede te worden in de derde en laatste etappe van de ronde.

## Palmares
2022
Omloop door het Land van Bartje
 Nederlands kampioenschap tijdrijden (junioren)
 Nederlands kampioenschap op de weg (junioren)
Eindklassement Bizkaikoloreak (junioren)
 Wereldkampioenschap wielrennen op de weg (junioren)
2024
Jongerenklassement Tour Down Under
2025
Jongerenklassement Ronde van Burgos
Jongerenklassement Ronde van Frankrijk

### Uitslagen in voornaamste wedstrijden
| Jaar | Ronde van Italië | Ronde van Frankrijk | Ronde van Spanje |
| ---- | ---------------- | ------------------- | ---------------- |
| 2023 |                  |                     |                  |
| 2024 | 43e              |                     | 34e              |
| 2025 |                  | 19e                 | 9e               |

| Jaar | Milaan-San Remo | Amstel Gold Race | Luik-Bast.‑Luik | Scheldeprijs | Brabantse Pijl | Waalse Pijl |
| ---- | --------------- | ---------------- | --------------- | ------------ | -------------- | ----------- |
| 2023 |                 |                  |                 | 74e          | 44e            | 34e         |
| 2024 |                 | 68e              | 20e             | 75e          |                |             |
| 2025 | 52e             |                  | 21e             |              |                | 8e          |

## Ploegen
- 2023 –  Team dsm-firmenich[a]
- 2024 –  Team dsm-firmenich PostNL
- 2025 –  Team Picnic PostNL

Barale · Ciabocco · Curinier · Georgi · Hengeveld · Jastrab · Koch · Kool · Labous · van der Meiden · Peperkamp · Plouffe · Rayer · Storrie · Uijen · Vinke
Bader (vanaf 16/7) · Barale · Barbieri · Ciabocco · Georgi · Hengeveld · Jastrab · Koch · Kool · Labous · van der Meiden (tot 30/7) · Nelson · Peperkamp · Plouffe · Rayer · Smith · Storrie · Uijen · Vinke
Bader · Barale · Barbieri · Cavalli · Ciabocco · Georgi · Heremans · Jastrab · Koch · Kool · Londoño · Nelson · Peperkamp · Roldan · Smith · Storrie · Uijen · Vinke